# خوان مارتن كوجي
خوان مارتن كوجي (بالإسبانية: Juan Martín Coggi)‏ مواليد 19 ديسمبر 1961 في سانتا في، الأرجنتين، هو ملاكم أرجنتيني يصنف ضمن فئة وزن الوسط. حقق بطولة رابطة الملاكمة العالمية.

## إحصائيات
خاض خلال مسيرته 82 نزالا، فاز في 75 وتعادل في 2 وخسر في 5. فاز بالضربة القاضية في 44 نزالا.

## روابط خارجية
- خوان مارتن كوجي على موقع بوكس ريك (الإنجليزية) (registration required)